# Lycée Hubert-Clément
Het Lycée Hubert-Clément, afgekort LHCE, is een Luxemburgse school voor secundair onderwijs in Esch-sur-Alzette. Eerder was zij bekend als Lycée de jeunes filles à Esch-sur-Alzette, in het Luxemburgs als (Stater) Meedercherslycée. Het lyceum is vernoemd naar politicus Hubert Clement (1889-1953).

## Geschiedenis
In 1901 werd in Esch de voorloper van een jongenslyceum gesticht. In 1910 volgde de oprichting van het Lycée de jeunes filles municipal, het gemeentelijk meisjeslyceum. In 1911 werd een wettelijke basis gelegd voor openbaar onderwijs voor meisje in Luxemburg-Stad en Esch-sur-Alzette. Het Lycée de jeunes filles à Esch-s.-Alz werd in oktober 1911 officieel geopend, tegelijkertijd met het Lycée de jeunes filles à Luxembourg in de hoofdstad. De school was aanvankelijk ondergebracht op de tweede verdieping en de zolder van het oude stadhuis, tot zij in 1917 werd verplaatst naar het gebouwd van een voormalige primaire school. 
In 1939 werd besloten een eigen gebouw neer te zetten, maar dat werd vanwege de Tweede Wereldoorlog uitgesteld. De school werd in deze periode Staatliche Oberschule für Mädchen genoemd. In 1952 werd alsnog begonnen met de bouw van een nieuw schoolgebouw, dat drie jaar later werd ingehuldigd in aanwezigheid van groothertogin Charlotte en prins Felix. In het schooljaar 1955-1956 had de school 365 scholieren, waarvan 59% uit Esch en de rest uit de nabije omgeving. In 1965 werden twee paviljoens met vier klaslokalen bij de school gebouwd. In 1969-1970 waren er 860 scholieren.
De door minister Jean Dupong in 1968 ingevoerde onderwijshervorming zorgde voor een gelijkschakeling van het onderwijs aan jongens en meisjes. In 1970-1971 werd het meisjeslyceum een gemengde school, die in 1971 werd omgedoopt tot Lycée Hubert-Clément.

## Oud-docenten en -leerlingen
Docenten
- Georgette Beljon
- Colette Bodelot
- Martine Deprez
- Adolf Eberhard
- Félix Hülsemann
- Désirée Nosbusch
- Henri Rabinger

Leerlingen
- Vincent Artuso
- Taina Bofferding
- Ida Faber-Hoesdorff
- Stéphanie Kovacs
- Marcelle Lentz-Cornette
- Benoît Majerus
- Colette Mart
- Lydia Mutsch
- Désirée Nosbusch
- Monique Philippart
- Viviane Reding
- Antoinette Reuter
- Lydie Schmit
- Denis Scuto
- Claire Thill
- Alain Wagner
- Josiane Weber